# Americans with Disabilities Act
Pour les articles homonymes, voir ADA.
Lire en ligne

(en) Public law

L'Americans with Disabilities Act of 1990, en français : « Loi sur les Américains avec handicap de 1990 »,, aussi connue sous le sigle ADA, est une loi votée par le Congrès des États-Unis en 1990. 

## Historique

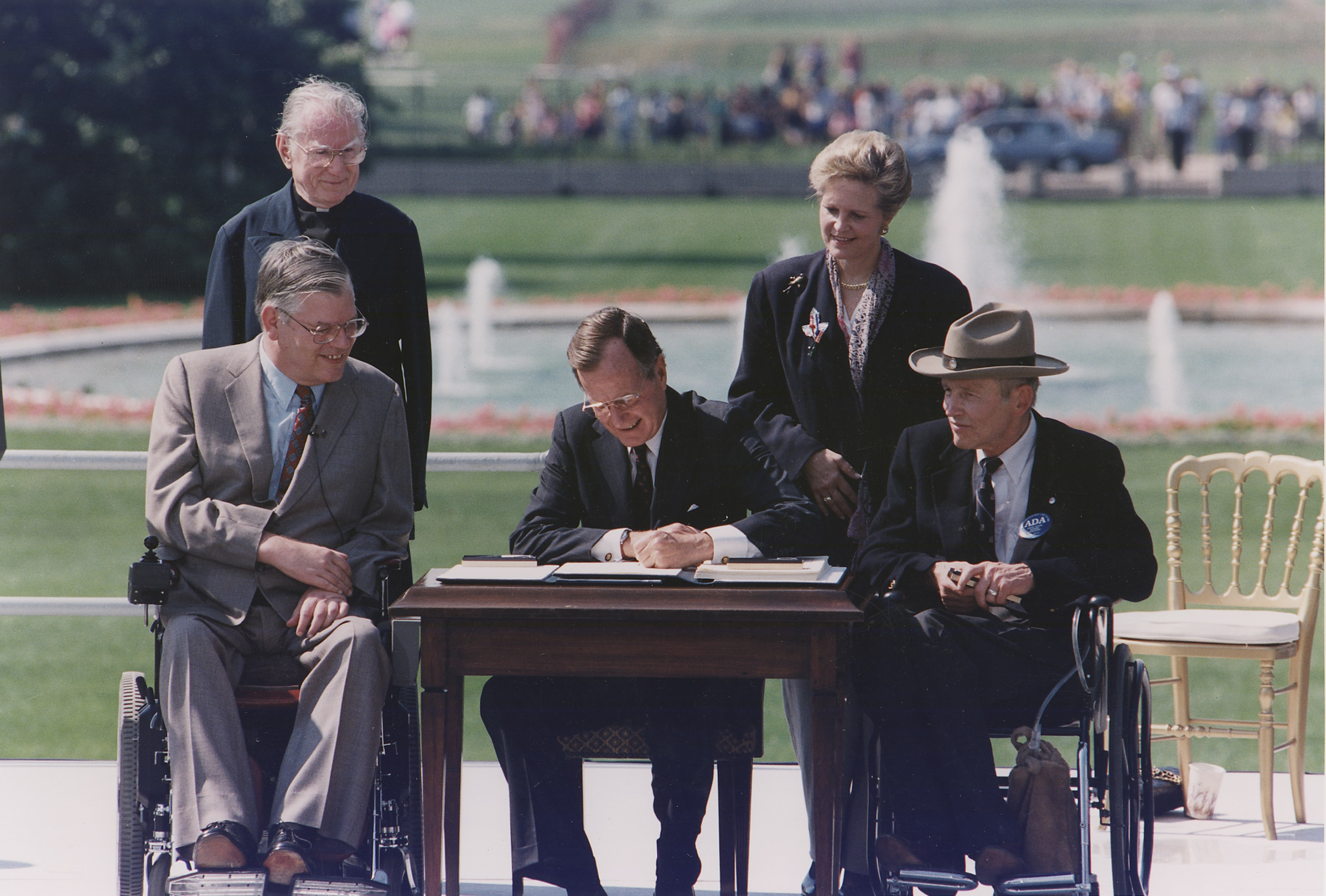
Le président George H. W. Bush promulgue la loi the Americans with Disabilities Act of 1990.

En 1986, le Conseil national sur le handicap (en) recommande l'adoption d'une loi pour les Américains avec handicap (en anglais : Americans with Disabilities Act, ou ADA) et écrit la première version du projet de loi qui est introduit à la Chambre des représentants et au Sénat en 1988. 
Elle est promulguée le 26 juillet 1990 par le président George H. W. Bush, puis amendée et signée par le président George W. Bush avec application des changements le 1er janvier 2009.

## Description
L'ADA est une loi de grande envergure sur les droits civiques dont le but est de protéger la population des États-Unis contre les discriminations basées sur le handicap. Elle offre des protections contre les discriminations aux Américains avec handicap (en) similaires à celles du Civil Rights Act de 1964, qui rendit illégales les discriminations basées sur la race, la religion, le sexe, l'origine nationale, ainsi que sur d'autres caractéristiques. En plus, par rapport au Civil Rights Act, l'ADA oblige aussi tout employeur à fournir un accommodement raisonnable aux employés atteints de handicaps et impose des conditions d'accessibilité aux logements publics.